# SEF Virtus Bologna
SEF Virtus Bologna is een Italiaanse sportclub uit Bologna.

## Voetbal
De sportclub werd in 1871 opgericht, maar de voetbalafdeling volgde pas veel later. In 1920 fusioneerden GS Bolognese en Virtus Bolognese. Twee jaar later werd ook Nazionale Emilia FC opgeslorpt door de club.